# Lithi iodide
Lithi iodide, công thức hóa học LiI, là một hợp chất vô cơ của lithi và iod. Khi tiếp xúc với không khí, nó sẽ trở thành màu vàng, do quá trình oxy hóa iod. Nó kết tinh trong mô hình NaCl. Nó có thể tạo ra các dạng ngậm nước khác nhau.

## Ứng dụng

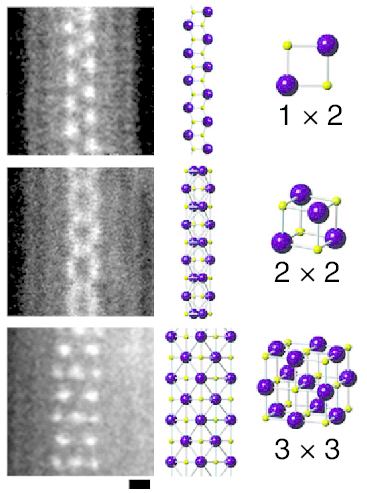
LiI phát triển bên trong các ống nano cacbon.

Lithi iodide được sử dụng như một chất điện phân cho pin chịu nhiệt độ cao. Nó cũng được sử dụng cho pin có tuổi thọ cao theo yêu cầu, ví dụ như máy tạo nhịp nhân tạo. Lithi iodide rắn được sử dụng như phosphor để phát hiện neutron. Nó cũng được sử dụng trong hỗn hợp với Iod, trong chất điện phân của tế bào năng lượng mặt trời nhạy ánh sáng.
Trong tổng hợp chất hữu cơ, LiI rất hữu ích cho việc cắt các liên kết CO. Ví dụ, nó có thể được sử dụng để chuyển đổi metyl este thành axit cacboxylic:
RCO2CH3 + LiI → RCO2Li + CH3I
Các phản ứng tương tự áp dụng cho epoxit và aziridin.
Lithi iodide được sử dụng làm chất phản sóng vô tuyến đối với các hình ảnh chụp X quang bằng máy X quang. Việc sử dụng nó đã ngưng do độc tính của nó ảnh hưởng thận, hiện được thay thế bằng các phân tử iod hữu cơ. Các dung dịch iod vô cơ chịu sự tăng nhiệt và độ nhớt cao.

## Hợp chất khác
LiI còn tạo một số hợp chất với NH3, có dạng LiI·xNH3, trong đó x = 1 → 4. Chúng đều có màu trắng.